# Suur-Matinkylä
Suur-Matinkylä (suédois : Stor-Mattby) est un district de la ville d'Espoo en Finlande regroupant les quartiers de Matinkylä,  Olari et de Henttaa.

## Présentation
Suur-Matinkylä abrite 40 389 habitants (31.12.2016).
Suur-Matinkylä est limitrophe des districts de Suur-Espoonlahti, de Suur-Tapiola et de Vanha-Espoo. 
Matinkylä et Olari sont les centres de Suur-Matinkylä.

## Galerie

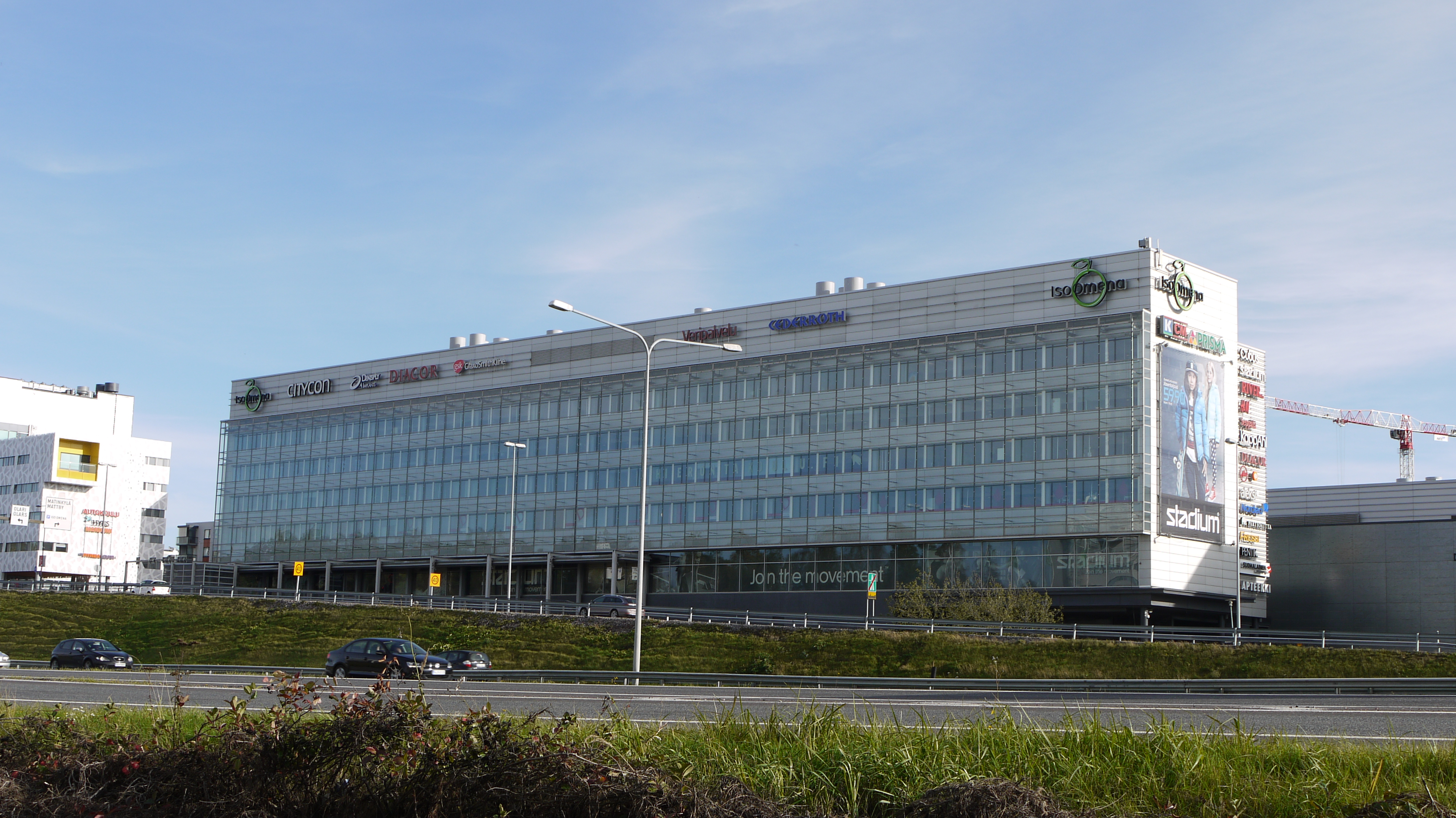
Centre commercial Iso Omena vu de la Länsiväylä.
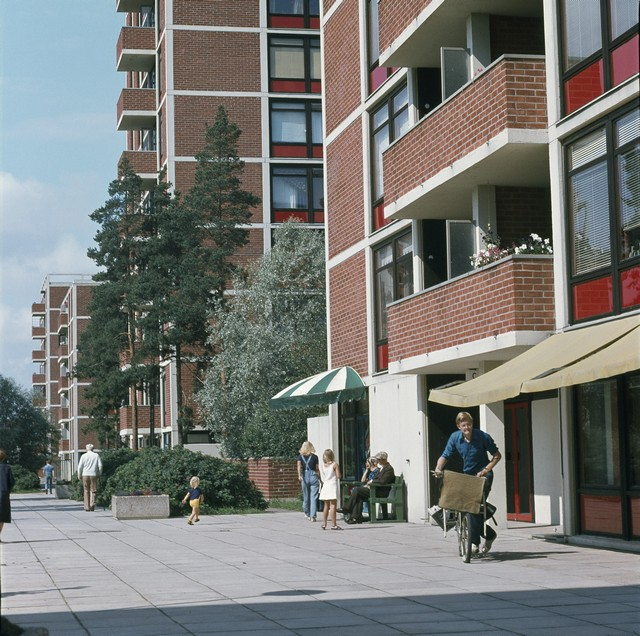
Immeubles de Olari.
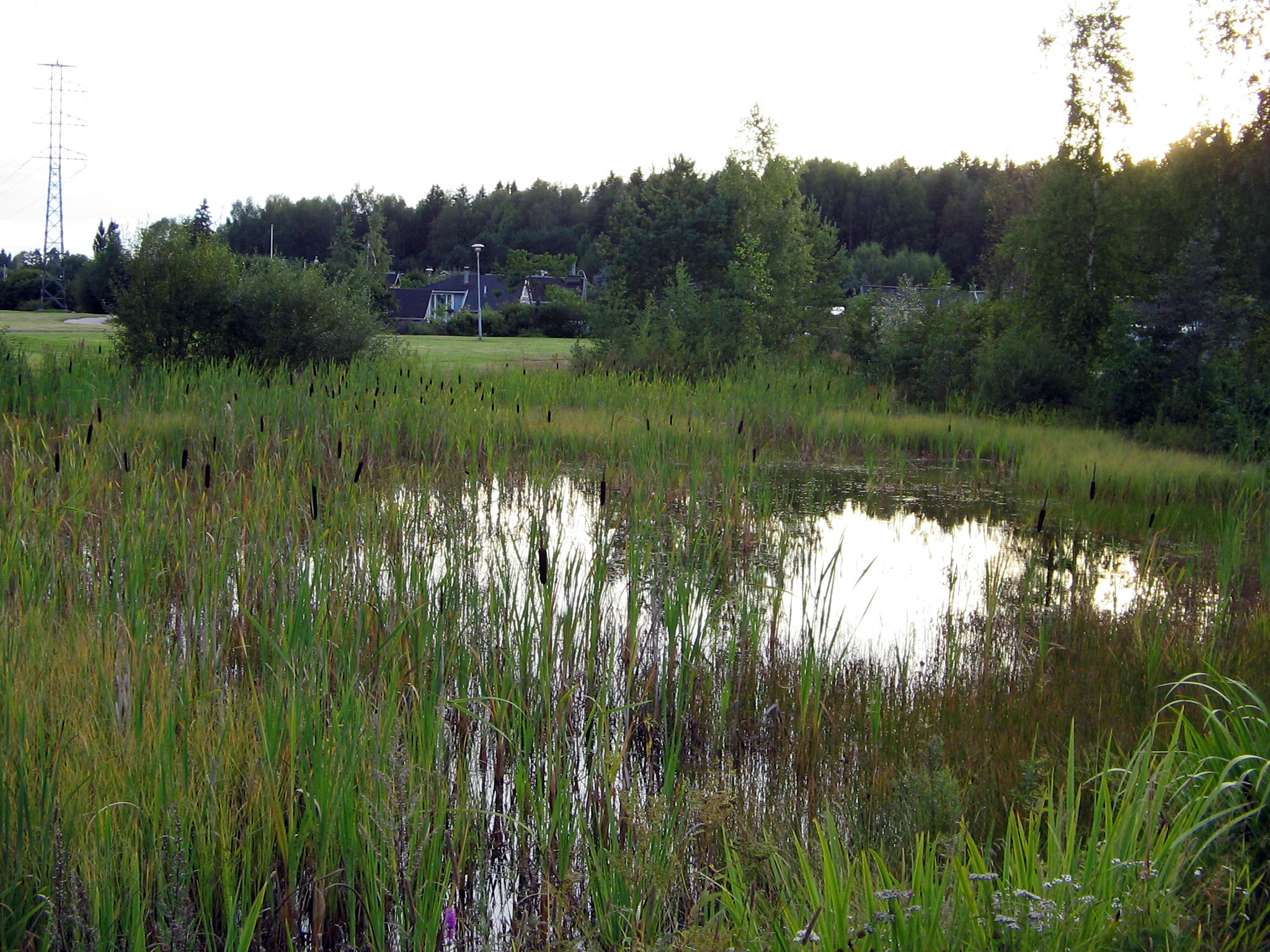
Puolarmetsä